# Comté de Boone (Indiana)
Pour les articles homonymes, voir Comté de Boone.
Le comté de Boone (anglais : Boone County) est un comté de l'État de l'Indiana, aux États-Unis. Il comptait 46 107 habitants en 2000. Son siège est Lebanon.
Le comté est connu notamment pour héberger le quartier général du Ku Klux Klan, dans l’Arkansas, à 30 km au nord de Harrison.